# Stay Another Day (East 17-dal)
A Stay Another Day az East 17 nevű brit fiúcsapat 1994-ben megjelent kislemeze, mely a Steam című stúdióalbumon található. A dal a csapat karácsonyi első helyezett dala volt, de több slágerlistára is felkerült. Svédországban, Írországban és Dániában az egyik legnagyobb sláger volt.
A dalt az angol BBC dráma sorozatában a Dirk Gently-ben is felhasználták.

## Előzmények
A Stay Another Day című dal a 3. kimásolt kislemez a csapat második stúdióalbumáról. Ez volt az egyetlen ballada, melyet a zenekar vezető dalszerzője Tony Mortimer írt. A dal Ollie-ról szól, aki Mortimer bátyja volt, és öngyilkosságot követett el. A dal társszerzője Rob Kean volt, a dalszerző pedig Dominic Hawken, aki korábban Boy George billentyűseként ténykedett. A dal végén karácsonyi harangok hallatszanak, így a dal joggal volt karácsonyi dal stílusa miatt, bár tudatosan készültek is a karácsonyi piacra.

## Videóklip
A dalhoz két fajta videóklip változatot készítettek. Az egyik videóban a tagok a stúdióban éppen a dalt éneklik. A másik videóklipben fekete háttér előtt fehér farkasok vannak, a tagok pedig fekete bördzsekiben láthatók. Egy nő a klipben ruhát és fátylat visel, miközben esik a hó. Az utóbbi videóklipet karácsonykor mutatták be, az első változatot pedig értelemszerűen karácsony előtt.

## Eladások
1994 novemberében a dal felkerült az angol kislemezlistára, majd rá egy hétre 1 helyezést ért el, melyet 5 hétig sikerült megtartania. A dal ezáltal lett 1994 legjobb, és No.1 helyezett karácsonyi dala, valamint Nagy Britannia 3. legkelendőbb kislemeze volt az 1994-es évben. A kislemezből 910.000 példányt értékesítettek Angliában, valamint ez volt a leggyakoribban használt telefonos csengőhang is. A dal platina státuszt kapott.
A dalt 1995-ben a Brit Awards díjkiosztó gálán a "Legjobb dal' kategóriában Ivor Novello díjjal jutalmazták, melyet Tony Mortimer vett át.

## Megjelenések
CD Single  London Records – LONCD 354
1. Stay Another Day (S.A.D. Mix) - 4:29
2. Stay Another Day (Less SAD Mix) - 4:44 Remix – Phil Harding & Ian Curnow, Rob Kean
3. Stay Another Day (More SAD Mix) - 8:35 Mixed By – Julian Gallagher, Remix – Mr. Kilimba, Slash
4. Stay Another Day (Not So SAD Mix) - 6:17 Remix, Mixed By – Slash

## Slágerlista

### Heti összesítések
| Slágerlista (1994–95)                | Legjobb helyezés |
| ------------------------------------ | ---------------- |
| Ausztrália (ARIA)                    | 3                |
| Ausztria (Ö3 Austria Top 40)         | 2                |
| Belgium (Ultratop 50 Flanders)       | 3                |
| Belgium (Ultratop 50 Wallonia)       | 2                |
| Dánia (IFPI)                         | 1                |
| Európa (Eurochart Hot 100)           | 2                |
| Finnország (Suomen virallinen lista) | 15               |
| Franciaország (SNEP)                 | 7                |
| Németország (Official German Charts) | 4                |
| Izland (Tonlist)                     | 15               |
| Írország (IRMA)                      | 1                |
| Olaszország (FIMI)                   | 21               |
| Japán (Oricon)                       | 12               |
| Litvánia (EHR)                       | 1                |
| Hollandia (Single Top 100)           | 5                |
| Norvégia (VG-lista)                  | 2                |
| Skócia (Official Charts Company)     | 1                |
| Svédország (Sverigetopplistan)       | 1                |
| Svájc (Schweizer Hitparade)>         | 2                |
| UK (Official Charts Company)         | 1                |
| Zimbabwe (ZIMA)                      | 1                |

### Év végi összesítések
| Slágerlista(1994)          | Helyezés |
| -------------------------- | -------- |
| Európa (Eurochart Hot 100) | 87       |
| UK Singles Chart           | 3        |
| Slágerlista (1995)         | Helyezés |
| Ausztrália                 | 28       |
| Ausztria                   | 14       |
| Belgium                    | 41       |
| Belgium                    | 27       |
| Hollandia                  | 51       |
| Európa (Eurochart Hot 100) | 17       |
| Franciaország              | 57       |
| Németország                | 36       |
| Norvégia (Vinter Period)   | 4        |
| Svájc                      | 17       |

### Minősítések
| Ország             | Minősítés | Eladások |
| ------------------ | --------- | -------- |
| Ausztrália         | arany     | 35.000   |
| Egyesült Királyság | ezüst     | 910.000  |
| Ausztria           | arany     | 15.000   |
| Németország        | arany     | 250.000  |
| Svédország         | arany     | 10.000   |
| Svájc              | arany     | 15.000   |

## Feldolgozások
- 2002-ben a Girls Aloud nevű csapat is előadta a dalt saját verziójukban.
- 2007-ben a Maps nevű csapat saját változatát készítette el, és ingyenesen elérhetővé tette a dal letöltését.
- 2003-ban Chesney Hawkes és zenekara megkísérelte előadni a dal punk rock változatát, azonban ez nem teljesült, mivel a zenekar tagjai nem tudták abbahagyni a nevetést, amikor elő akarták a dalt adni.
- 2012-ben a The Hell nevű metál zenekar saját változatát készített el, és ingyenes letöltésként kínálták koncertjükön
- 2016-ban Kylie Minogue is előadta a dalt, mely szerepel Kylie Christmas: Snow Queen Edition című albumán